# Ед Черкјевич
Адолф „Ед“ Честер Черкјевич (Вест Ворик, 5. март 1913 – Ворик, 7. јануар 1990) био је амерички фудбалски десни бек који је провео осам сезона у Америчкој фудбалској лиги и био је члан репрезентације Сједињених Држава на Светском првенству у фудбалу 1934. године.

## Каријера
Године 1933, Черкjевич је започео своју клупску каријеру са Потакет Ренџерсима у Америчкој фудбалској лиги (АСЛ). Ренџерси су изгубили финале Националног купа челенџа 1934. од Стикса, Бера и Фулера, а поново 1935. од Сент Луис Централ Бруерса. Након пораза 1935. године, Черкјевич је прешао у Њујорк Американце. После само једне сезоне, прешао је у Селтик из Бруклин Сент Мери где је поново изгубио финале Челенџ купа. Године 1939, Черкјевич је коначно освојио Национални куп када је Селтик из Сент Мери победио Чикаго Менхетн Бир. Черкјевич је регрутован у америчку војску током Другог светског рата. Када се рат завршио, придружио се Потакету. 1942. године, Черкјевич је изгубио своје четврто финале Челенџ купа када је Потакет изгубио од Питсбург Галатина.

## Репрезентација
Черкјевич је забележио два наступа за репрезентацију САД 1934. године. Његова прва утакмица била је победа над Мексиком резултатом 4 : 2 у квалификацијама за Светско првенство 24. маја 1934. године. Ова победа је довела САД до пласмана на Светско првенство у фудбалу 1934. године. У утакмици, Черкјевич је асистирао код гола Алда Донелија, првог на утакмици. Черкјевич је потом играо у првом колу финала, у поразу САД од Италије резултатом 7 : 1.

## Лични живот и смрт
Черкјевичево прво име је било Адолф, али је играо под надимком „Ед“,  што је навело неке изворе да га наводе као „Ед“,  „Еди“  или „Едвард“  Његови војни записи о регрутовању показују да је Адолф Ц. Черкјевич.
Черкјевич је умро у Ворвику, Роуд Ајленд, 7. јануара 1990. године, у 76. години живота.